# نيد هيوز
نيد هيوز (بالإنجليزية: Ned Hughes)‏ هو لاعب دوري الرغبي نيوزيلندي، ولد في 26 أبريل 1881 في إنفركارجل في نيوزيلندا، وتوفي في 1 مايو 1928 في نيوساوث ويلز في أستراليا.